# Aeropo di Lincestide
Aeropo (in greco antico: Ἀέροπος?, Aéropos; Lincestide, ... – ...; fl. IV secolo a.C.) è stato un militare macedone antico.
Fu un comandante nella Battaglia di Cheronea, in seguito alla quale Filippo II di Macedonia lo esiliò insieme ad un ufficiale di nome Damasippo per motivi disciplinari.  Era padre di Arrabeo e Eromene, che sono stati accusati di essere cospiratori contro Filippo II e Alessandro di Lincestide; quest'ultimo è stato aiutato da Alessandro Magno, ma in seguito ha cospirato contro il re macedone.